# Талиарос
Талиарос (на гръцки: Τάλιαρος) е планина в северозападната част на Гърция.

## Описание
Талиарос е издължена планинска верига на границите на Гревенско, Кожанско и Костурско. Представлява южно продължение на планинския комплекс Горуша (Войо), от който е отделена от шийката Бафали или Русотари (1240 m) и реката Капсалия. На някои карти е част от Горуша, но местните жители я смятат за отделна планина, каквато е и в действителност. От комплекса Скурдза (Пердика) на юг е отделена от шийката Какарандза (1220 m), река Венетикос и Жужелската река, която я отделя от източните краища на Смолика. Югоизточните хълмисти разширения на Талиарос и Горуша, които са анонимни в своята цялост са наречени Гревенски планини.
Скалите на планината са конгломерати, пясъчници и меласа.
Изкачването до върха може да стане от прохода Бафали, през който минава пътят Пендалофос (Жупан, 1040 m) - Борботско (Ептахори, 880 m) за около 2 часа.
| Име                      | Име                        | Височина | Местоположение                         |
| ------------------------ | -------------------------- | -------- | -------------------------------------- |
| Танасулас                | Θανασούλας                 | 1538 m   | в центъра, СИ над Жужел (Зузули)       |
| Вигла, Сармандза         | Βίγλα, Σαρμάντζα           | 1452 m   |                                        |
| Дасорахи, Талиарос, Кури | Δασορράχη, Τάλιαρος, Κουρί | 1358 m   | в СЗ край, ЮИ над Борботско (Ептахори) |
| Конярис, Бари            | Κόνιαρης, Μπνάρι           | 1467 m   | в центъра, И над Жужел (Зузули)        |
| Ликокремасма             | Λυκοκρέμασμα               | 1319 m   |                                        |
| Плака                    | Πλάκα                      | 1187 m   | в ЮИ край, С над Доцико (Дуско)        |
| Ставрос                  | Σταυρός                    | 1227 m   |                                        |
| Хондра Дендра            | Χονδρά Δένδρα              | 1235 m   | в ЮИ край, С над Доцико (Дуско)        |